# Rajd Kraków - Rzeszów 1967
Rajd Kraków - Rzeszów 1967 – rajd samochodowy rozgrywany od 14 do 15 grudnia  1967 roku. Była to piąta runda Rajdowych Samochodowych Mistrzostw Polski w roku 1967. Rajd składał się z 5 odcinków specjalnych i 1 próby szybkości górskiej. Został rozegrany na nawierzchni asfaltowej. Zwycięzcą rajdu został Sobiesław Zasada.

## Wyniki końcowe rajdu[1][2]
| Miejsce | Kierowca               | Pilot             | Samochód    | Czas | Strata | Grupa Klasa |
| ------- | ---------------------- | ----------------- | ----------- | ---- | ------ | ----------- |
| 1       | Sobiesław Zasada       | Ewa Zasada        | Porsche 912 |      | -      | B3          |
| 2       | Jerzy Praśniewski      | Stanisław Dalka   | Renault 10  |      |        | B1/B2       |
| 3       | Henryk Ruciński        | Adam Wędrychowski | Volvo 144 S |      |        | B3          |
| 4       | Adam Smorawiński       | Piotr Kolasiński  | BMW 1600    |      |        | B3          |
| 5       | Andrzej Gawryłkiewicz  | Marian Wangrat    | BMW 1600    |      |        | B3          |
| 6       | Zbigniew Gawryłkiewicz | Kazimierz Jaromin | Porsche 912 |      |        | B3          |